# Агвас Кларас (Порторико)
Агвас Кларас (шп. Aguas Claras) град је у америчкој острвској територији Порторико, острвској држави Кариба.

## Демографија
По попису из 2010. године број становника је 3.006, што је 493 (-14,1%) становника мање него 2000. године.
| Група             | 2000.         | 2010.         |
| Белци             | 51 (1,5%)     | 14 (0,5%)     |
| Афроамериканци    | 551 (15,7%)   | 547 (18,2%)   |
| Азијати           | 15 (0,4%)     | 2 (0,1%)      |
| Хиспаноамериканци | 3.418 (97,7%) | 2.987 (99,4%) |
| Укупно            | 3.499         | 3.006         |